# Wagharschapat
Wagharschapat (armenisch Վաղարշապատ, in wissenschaftlicher Transliteration Vałaršapat, auch Wagarschapat), offiziell von 1945 bis 1992 auch Etschmiadsin anhörenⓘ (armenisch Էջմիածին, in englischer Transkription Echmiadzin, in wissenschaftlicher Transliteration Ēǰmiacin), ist eine Stadt in der armenischen Provinz Armawir, etwa 20 km westlich von Jerewan mit 49.700 Einwohnern (Stand 2023), wovon 3100 in eingemeindeten ländlichen Gebieten leben. Etschmiadsin bedeutet so viel wie „Herabgestiegen ist der Eingeborene“, da die namensgebende Kirche an der Stelle gebaut worden sein soll, an der Christus dem hl. Gregor dem Erleuchter erschien.

## Stadtbild
Vom 2. bis 4. Jahrhundert war sie Hauptstadt Armeniens, jetzt ist Wagharschapat mit der Kathedrale Surb Etschmiadsin der Sitz des Katholikos Aller Armenier, des geistlichen Oberhauptes der Armenischen Apostolischen Kirche. Die Stadt besitzt drei bekannte Kirchen, die Kathedrale, St. Gajane, St. Hripsime, und zwei andere Kirchen, Schoghakat und im Zentrum die Muttergotteskirche (Surb Astvatsatsin) aus dem 19. Jahrhundert. Die Kirchen gelten als wichtiges Beispiel für die frühe armenische Kirchenbaukunst. Die Kathedrale soll die erste Kreuzkuppelkirche sein; sie geht auf einen Ursprungsbau von 485 zurück. Auf Grund von Erdbeben und feindlichen Angriffen musste die Kirche jedoch immer wieder neu errichtet werden.
Zusammen mit der nahe gelegenen archäologischen Fundstätte von Swartnoz sind die Kirchen von Etschmiadsin UNESCO-Weltkulturerbe. In der Nähe befindet sich auch der Flughafen Jerewan mit Namen Swartnoz.

## Politik
Der Stadtrat setzt sich für die Wahlperiode 2021 bis 2026 aus 27 Ratsabgeordneten zusammen. Davon gehört mit 15 Abgeordneten die Mehrheit zur Partei Zivilvertrag, welcher auch die Bürgermeisterin Diana Gasparjan angehört. Weitere zehn gehören dem Parteienbündnis "Etschmiadsin" an (arm. «Էջմիածին» կուսակցությունների դաշինք), sowie zwei zur Partei "Patrioten" (arm. «Հայրենատէր» կուսակցություն).

## Bilder

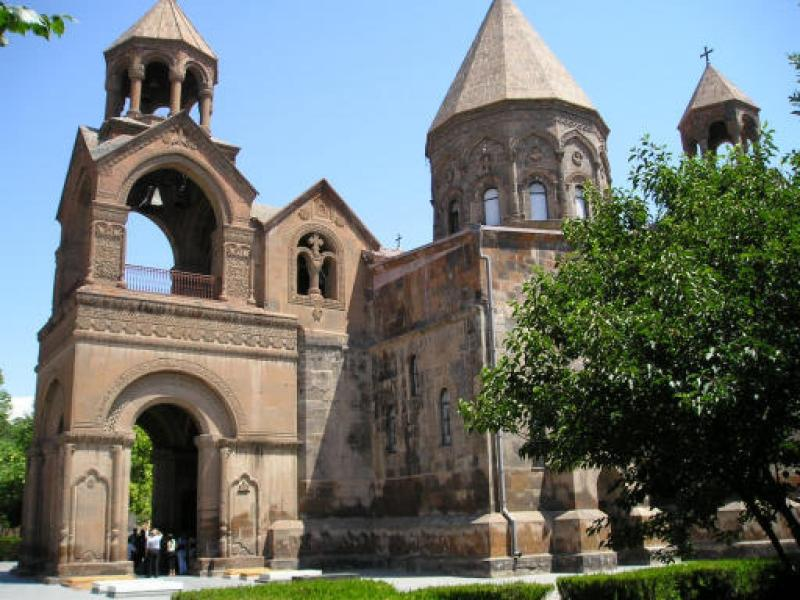
Kathedrale
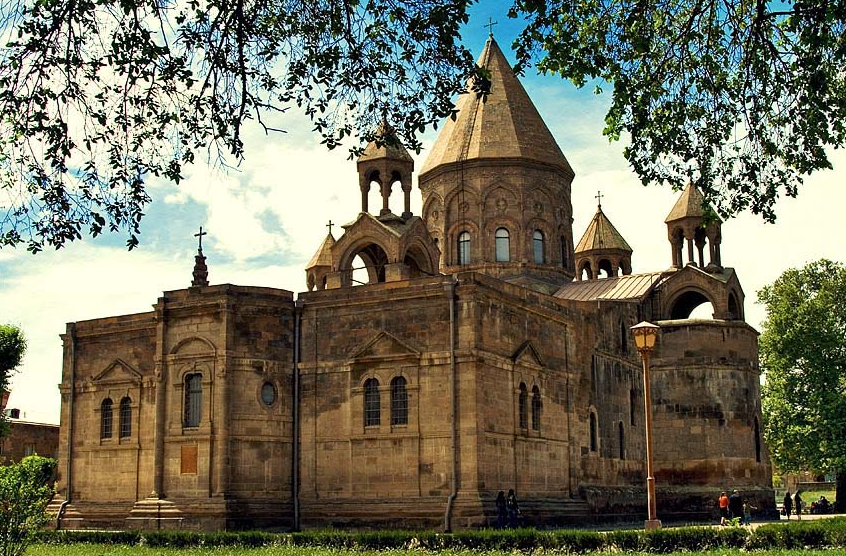
Ansicht der Kathedrale (Postkarte)
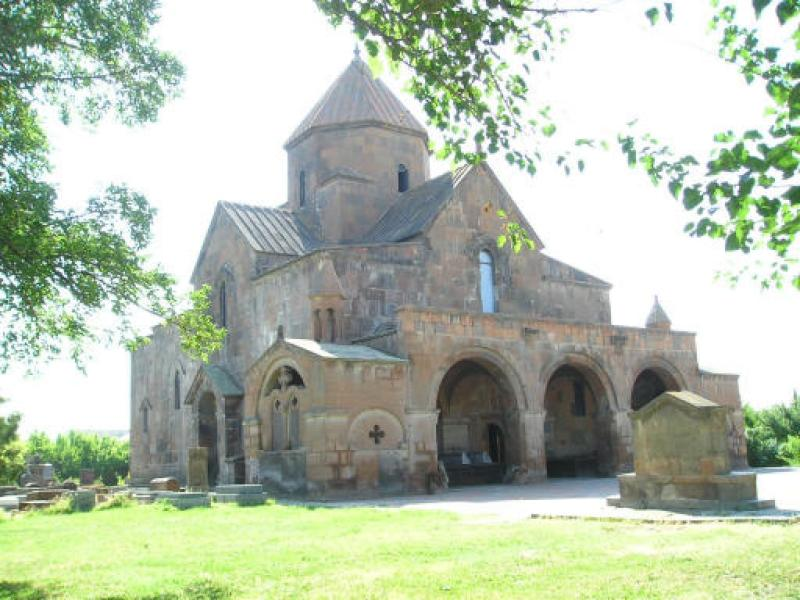
Kirche von St. Gayane
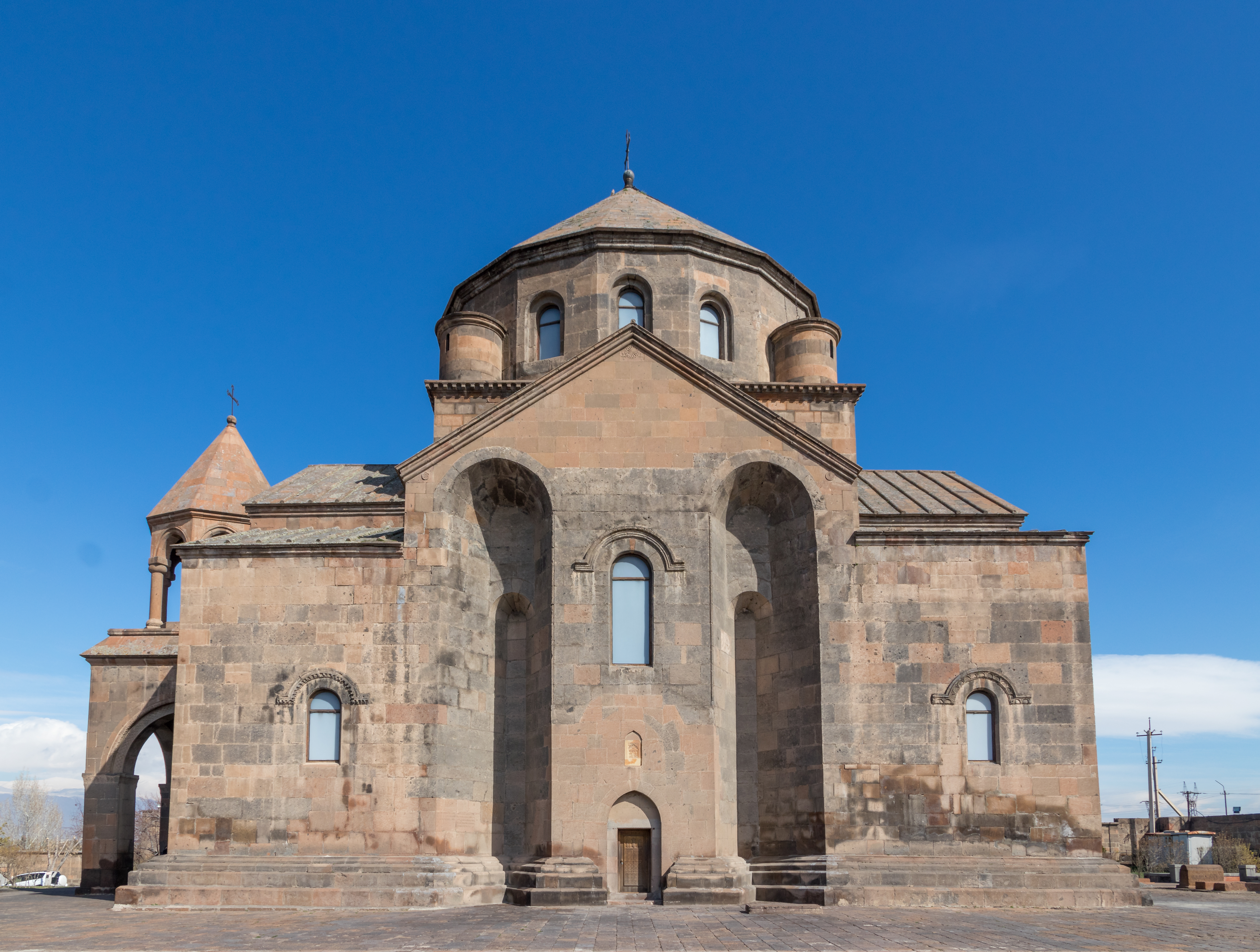
Kirche von St. Hripsime

## Städtepartnerschaften
Etschmiadsin / Wagharschapat listet sechs Partnerstädte auf:
| Stadt               | Land               | seit |
| ------------------- | ------------------ | ---- |
| Fresno              | Kalifornien, USA   | 2009 |
| Hadrut              | Arzach             | 2010 |
| Issy-les-Moulineaux | Frankreich         | 1989 |
| Martakert / Aghdara | Arzach             | 2010 |
| Petrosawodsk        | Russland, Karelien | 2004 |
| Sergijew Possad     | Russland           | 2012 |
| Weliko Tarnowo      | Bulgarien          | 2012 |

## Söhne und Töchter der Stadt
- Artemius vom Ararat (1774–um 1831), armenischer Schriftsteller
- Makar Jekmaljan (1856–1905), armenischer Komponist und Musikpädagoge
- Howhannes Howhannisjan (1864–1929), armenischer Dichter, Linguist, Übersetzer und Lehrer
- Jegische Tadewosjan (1870–1936), armenischer bzw. armenisch-sowjetischer Maler
- Abraham Gjulchandanjan (1875–1946), armenischer Minister, Politiker und Historiker
- Lewon Manaserjan (1925–2019), armenischer Maler und Professor
- Aram Asatryan (1953–2006), armenischer Popsänger und Songwriter
- Edward Barsegjan (* 1980), armenisch-polnischer Ringer
- Khoren Gevor (* 1980), armenischer, in Deutschland lebender Profiboxer
- Andranik Hakobjan (* 1981), armenischer Boxer
- Arman Adikjan (* 1984), armenischer Ringer
- Sargis Martirosjan (* 1986), bis 2014 armenischer, seitdem österreichischer Gewichtheber
- Siranusch Andriasjan (* 1986), armenische Meisterin im Schach
- Mihran Harutjunjan (* 1989), armenisch-russischer Ringer
- Narek Abgarjan (* 1992), armenischer Profiboxer